# Райт, Майкл (актёр)
Майкл Райт (англ. Michael Wright; род. 30 апреля 1956 года) — американский характерный актёр, популярный в конце 1980-х — начале 1990-х годов. Благодаря своей харизме и типажу исполнял роли отрицательных персонажей, преимущественно представителей криминальной субкультуры. Российскому зрителю известен ролью Виктора Дункана в фильме Директор и ролью Эдди Кинга — младшего в фильме Пять горячих сердец

## Биография
Майкл Райт родился 30 апреля 1956 года на территории города Нью-Йорк. Оба родителя Майкл были связаны с искусством. После его рождения они развелись и воспитанием Майкла занималась только мать. Мать Майкла — Альберта Райт была актрисой, которая на протяжении большей части своей жизни играла в различных театрах Нью-Йорка, а также занималась предпринимательской деятельностью. Альберта Райт являлась владелицей сети магазинов одежды, после чего в 1983 году открыла ресторан под названием «Jezebel», который пользовался огромной популярностью среди богемных слоев Нью-Йорка, а также известных спортсменов, деятелей искусства и политиков. Среди друзей семьи Майкла Райта числились такие знаменитости как Малкольм Икс, Джон Леннон, Йоко Оно, Майкл Дуглас, Патрик Юинг, Скотти Пиппен, Лиза Ринна, Гэрри Хэмлин, Моххамед Али, Дэнни Гловер, Сэмюэл Л. Джексон, Стиви Уандер, Крис Рок, Ян Веннер, Роберт Таунсенд, Лоуренс Фишберн, Энди Уорхол и другие. Ресторан, его еда и антураж получили настолько широкое признание, что в 1992 году газета «New York Times» назвала ресторан семьи Райтов лучшим заведением подобного рода в городе, а Альберта Райт была признана одной из первых чернокожих женщин-рестораторов в Америке и одной из первых, кто применил высококлассный подход к традиционным южным блюдам. На пике популярности заведения в середине 1990-х в ресторане несколько раз бывала Хиллари Клинтон, после чего Президент США Билл Клинтон и его супруга пригласили Майкла Райта и его мать Альберту в Вашингтон на званый ужин в Белом доме. Семья Райтов проживала в одном из районов Манхеттена, где проживали представителями среднего класса общества и считался социально-благополучным. В раннем детстве Майкл проявил интерес к актёрскому искусству и пению. В подростковые годы Райт обнаружил в себе литературный талант и некоторое время занимался сочинением стихов. Майкл посещал элитную частную школу «Lincoln High School», которую окончил в 1974 году. После окончании школы Райт по протекции своей матери и будучи знакомым с кинорежиссёром Ли Страсбергом, поступил в его учебное заведение «The Lee Strasberg Theatre & Film Institute», где изучил актёрское искусство и начал играть вместе с матерью в театрах Нью-Йорка.

## Кинокарьера
В 1978 году Майкл узнал о предстоящих съемках фильма в Нью-Йорке и отправил свою фотографию кинопродюсеру Скотту Рудину для участия в кастинге в процессе производства фильма «Странники». Райт надеялся получить роль в массовке, но неожиданно прошёл кастинг и был утверждён на роль лидера афроамериканской уличной банды. Дебют Майкла Райта в кинематографе оказался очень удачным. Съёмки фильма состоялись осенью 1978 года. Он вышел на экраны 13 июля 1979 года, имел кассовый успех и получил признание критики.
Игра Майкла Райта была высоко оценена критика, однако несмотря на успешный дебют в кинематографе, актёр отказался покидать Нью-Йорк и переезжать в Лос-Анджелес, где киноиндустрия была лучше развита, благодаря чему кинокарьера Майкла Райта развивалась крайне медленно. После успешного дебюта, Райт исполнил несколько эпизодических ролей в direct-to-video фильмах и других малобюджетных проектах, после чего прошёл кастинг и был утвержден на одну из главных ролей в фильме Неудачники, где его партнером по фильму стал актёр Мэттью Модайн. Фильм вышел на экраны в 1983 году и получил признание критики. Он был показан сразу на нескольких кинофестивалях. Игра Майкла Райта была высоко оценена, благодаря чему он в 1983 году стал лауреатом Венецианского кинофестиваля в номинации лучший актёр. Другим успехом Майкла — стала роль в фильме «Далеко от того, где», который также вышел на экраны в 1983 году. Игра актёров также была высоко оценена критиками, благодаря чему партнерша Райта по фильму Моника Скаттини была удостоена награды кинопремии «Серебряная лента» за лучшую женскую роль второго плана. В 1985 году Майкл Райт исполнил роль второго плана в фильме «Прачечная самообслуживания». Действие фильма разворачивается в прачечной, благодаря чему в съемках было задействовано всего лишь три актёра, Майкл Райт, Эми Мэдиган и Кэрол Бернетт. Актёрам достались сложные роли — поскольку в фильме минимум действия, им приходилось полностью полагаться на лицевое и речевое взаимодействия, чтобы выразить свои эмоции. Майкл Райт и его партнерши с успехом справились со своей задачей, благодаря чему фильм получил положительные отзывы.
В 1986 году Майкл Райт отправился в Калифорнию, где на территории города Окленд
прошли съемки фильма Директор, где он исполнил роль
главного антагониста, а его партнерами стали актёры Джеймс Белуши и Луис Госсет-младший. Фильм имел кассовый успех и заработал в прокате более 19 миллионов долларов. Осенью 1987 года он несколько недель подряд входил в пятерку самых кассовых фильмов. Однако критики дали фильму негативные оценки, раскритиковав игру актёров и гротескность сюжета.
В том же году Майкл Райт снялся в одном эпизоде сериала Полиция Майами: Отдел нравов и попытался отойти от своего амплуа, впервые в своей карьере сыграв персонажа в романтической японской мелодраме «Сонные глаза», повествующем о любви темнокожего американского солдата к японской джазовой певице. После съёмок в этом фильме Райт вернулся в Нью-Йорк, после чего на 3 года ушёл из киноиндустрии. В 1990-м году Райт получил предложение исполнить главную роль в музыкальном фильме «Пять горячих сердец» режиссёра Роберта Таунсенда, съёмки которого происходили в Нью-Йорке. Таунсенд задался целью снять фильм, вдохновленный его карьерой и распадом его любимой группы «The Temptations». Хотя фильм является вымышленным, он основан на биографических элементах нескольких артистов того периода, в том числе членов
группы «The Dells», чья музыка звучит в саундтреке к фильму. Бюджет фильма составил более 9 миллионов долларов, однако он не окупился в прокате и был разгромлен критиками, но впоследствии получил признание широкой аудитории и статус культового. Фильм представлял собой сагу о быстро развивающейся ритм-н-блюзовой группе и жизни её участников на протяжении 30 лет. В своём фильме Таунсенд показал эволюцию «чёрной музыки» от создания первой в истории США звукозаписывающей компании «Motown Records» до популяризации «Рэпа», а также обратную сторону шоу-бизнеса через призму расизма. Фильм собрал около 8,5 миллиона долларов и был показан в 862 кинотеатрах по всей Северной Америке. Выход фильма в 1991 году совпал с изменением пути по которому развивался музыкальный жанр хип-хоп, определённый «Motown Records» и другими региональными сценами соула и R&B, благодаря чему фильм в дальнейшем получил статус культового.
Следующим фильмом Райта стал высокобюджетный криминальный триллер «Шугар Хилл», где он исполнил главную роль совместно с Уэсли Снайпсом. Фильм имел коммерческий успех и заработал в мировом прокате более 18 миллионов долларов, однако критики дали фильму неоднозначные оценки, высоко оценив операторскую работу и игру актёров, но отметив что сценарий фильма был создан на низком уровне. Пик популярности Майкла Райта пришёлся на эти годы.
После этого, на пике успеха Райт исполнил главную роль в криминальной драме Исповедь наёмного убийцы, где его партнером стал актёр Джеймс Ремар. Однако фильм не снискал успеха у широкой аудитории зрителей, после чего Райт отклонил ряд предложений от различных кинорежиссёров исполнить роль в их фильмах и на 2 года снова ушёл из киноиндустрии. В 1996 году Майкл Райт возобновил карьеру, однако на тот момент его популярность прошла и он перестал получать предложения с целью исполнения ролей в высокобюджетных фильмах от крупных киностудий. В этот период он исполнио небольшую роль в фильме «Деньги решают всё» и появился в сериале «Детектив Нэш Бриджес». В 1998 году он
исполнил роль второго плана в фильме Под огнем, где главные роли исполнили Микки Рурк и Дэнни Трехо. В 2000—2001 годах Майкл Райт снялся в 22 эпизодах сериала «Тюрьма Оз». Сериал оказался одним из первых коммерчески успешных проектов телеканала HBO, был хорошо воспринят критиками и дважды номинировался на премию "Эмми. Игра Майкла Райта в сериале получила хорошие отзывы, но это было последнее участие актёра в крупном проекте подобного рода. В 2000 годах карьера Майкла Райта окончательно пошла на спад. В дальнейшие годы он был вынужден сниматься в малоизвестных сериалах, в direct-to-video фильмах и других малобюджетных проектах, периодически получая эпизодически роли в крупных проектах. В 2004 году он исполнил небольшую роль в фильме Сидни Поллака «Переводчица», а в 2009 году Райт получил предложение сняться в фильме Кёртиса Джексона, более известного как «50 Cent» в его фильме «Прежде чем я самоуничтожусь».
В 2021 году актёр дал СМИ два интервью, в которых поведал детали своей личной жизни, о своих проблемах с алкоголизмом и поведал истории создания нескольких фильмов, в которых он принимал участие. Майкл Райт заявил, что не уделял должного внимания развитию своей кинокарьеры из-за страсти к путешествиям и увлечению дайвингом. По словам актёра он вместе с матерью объездил множество стран мира, от Бали до Белиза, занимался дайвингом на пляжах стран Африки и некоторое время прожил среди представителей племени Масаи на территории Танзании. Также определённые препятствия для стремительного развития его карьеры создали его отказ от переезда в Лос-Анджелес и предпринимательская деятельность его матери. В середине 1990-х Альберта Райт открыла филиал своего ресторана в городе Париж, вследствие чего некоторое время Майкл Райт проживал во Франции. Райт поведал о том, что несмотря на солидный возраст, не собирается завершать кинокарьеру и планирует сняться в фильме по мотивам жизни врача-патологоанатома Джека Кеворкяна.

## Личная жизнь
Майкл Райт был женат всего лишь один раз в жизни. В 1994 году он женился на Митци Лау, которая в браке родила ему дочь, но в 2000-м году пара рассталась.